# Rue Gustave-Larroumet
La rue Gustave-Larroumet est une rue du 15e arrondissement de Paris.

## Situation et accès
La rue commence au carrefour avec la rue Mademoiselle et s'achève rue Léon-Lhermitte.

## Origine du nom

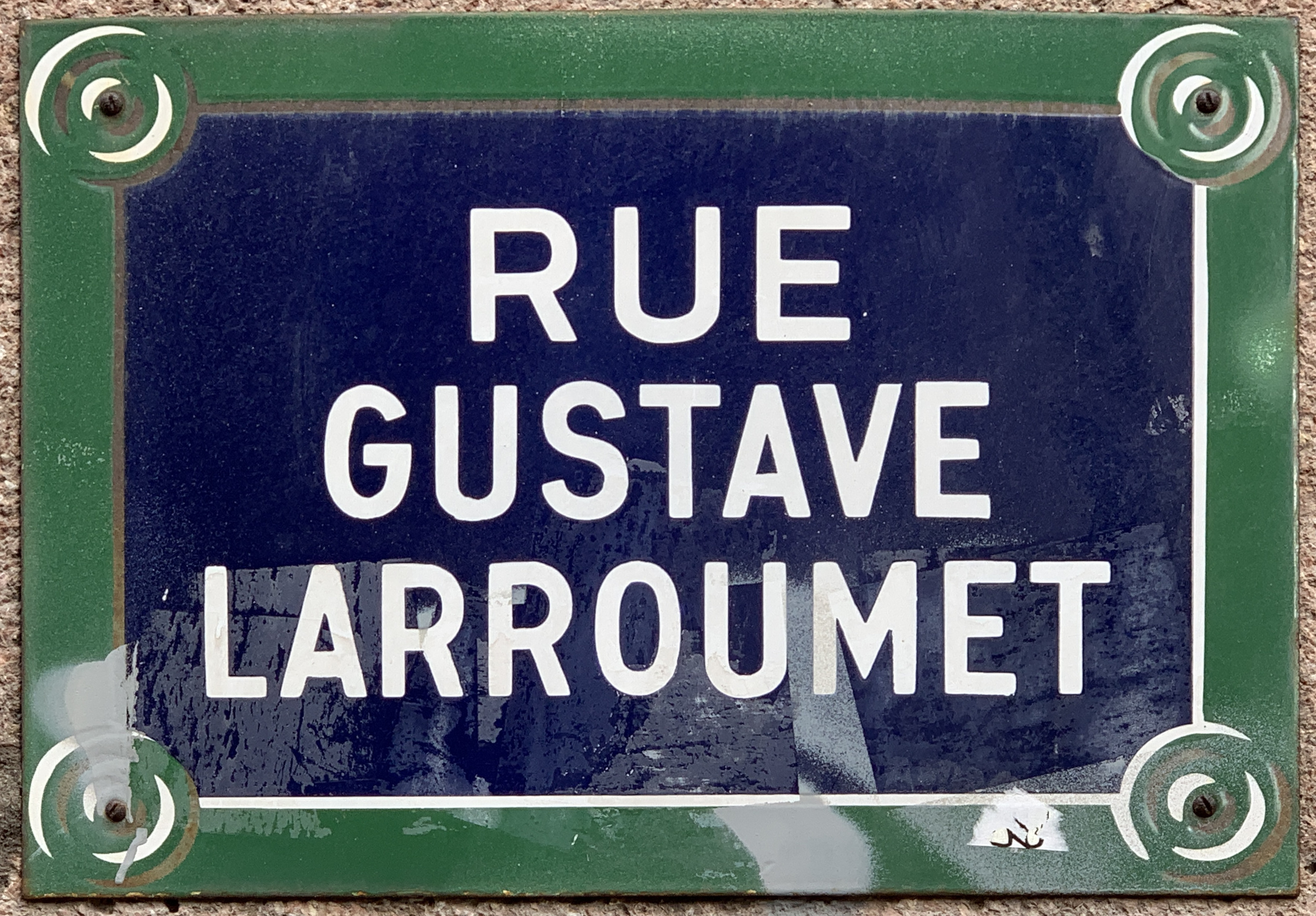
Plaque de la rue.

Elle porte le nom de Gustave Larroumet (1852-1903), professeur et administrateur.

## Historique
La voie est ouverte et prend sa dénomination actuelle en 1932 sur l'emplacement de l'ancienne usine à gaz de Vaugirard.